# Der total verrückte Bugs Bunny Film
Der total verrückte Bugs Bunny Film (Originaltitel: The Looney, Looney, Looney Bugs Bunny Movie) ist ein US-amerikanischer Kompilations-Zeichentrickfilm in drei Akten von Friz Freleng aus dem Jahr 1981. Er besteht zu großen Teilen aus alten Cartoons der Looney-Tunes- und Merrie-Melodies-Reihen von Warner Bros., die durch neu produzierte Brückensequenzen miteinander verbunden sind.

## Inhalt
Der Film beginnt mit dem Oscar-gekrönten Cartoon Ein Hase an König Arthurs Hof, gefolgt von den Eröffnungs-Credits. Anschließend berichtet Bugs Bunny darüber wie die Slapstick-Comedy durch die Looney-Tunes- und Merrie-Melodies-Cartoons ersetzt wurde. Weiterhin wird ein warmherziger und bescheidener, ein bisschen introvertierter Charakter namens Yosemite Sam vorgestellt.

### Akt I: Satan’s Waitin
Yosemite Sam erfährt, dass die alte Granny 50 Millionen Dollar geerbt hat, woraufhin er beschließt die Witwe zu umwerben. Jedoch wird sein Unterfangen von Bugs Bunny vereitelt, der allerlei Unsinn mit dem Geldgierigen treibt und ihn letztlich mit einem vom Balkon geworfenen Tresor in die Hölle befördert. Unten angekommen trifft Sam auf den Teufel, der ihm die Möglichkeit bietet wieder ins Leben zurückzukehren, falls er dafür jemand anderen nach unten schickt. Sam willigt ein. Er versucht Bugs Bunny im alten Rom, in Arabien und im Wilden Westen den Garaus zu machen, scheitert aber immer wieder und beschließt am Ende in der Hölle zu bleiben.

### Akt II: The Unmentionables
Kurz nachdem sich Bugs Bunny dem Gesetz verpflichtet hat, wird er im Auftrag des Gangsters Rocky entführt. Er soll ertränkt werden, kann jedoch entkommen und infiltriert anschließend Rockys Geburtstagsparty. Als Bugs’ Tarnung auffliegt, beginnt eine wilde Verfolgungsjagd, an deren Ende Rocky und sein Gehilfe Mugsy von Bugs gefangen gesetzt werden können. Dank eines geschickten Anwalts kommen beide aber wieder auf freien Fuß.
Anschließend hat Bugs Probleme damit Rockys neues Versteck zu finden, bis die Medien eines Tages über Daffy Duck berichten, der auf der Farm von Schweinchen Dick ein goldenes Ei gelegt haben soll. Daffy wird von Rocky und seiner Gang entführt und mit dem Anliegen gefangen gehalten, ihnen ein goldenes Ei zu legen, was sich für Daffy jedoch als schwierig erweist, da er das goldene Ei gar nicht gelegt hatte. Mit etwas Druck aus Rockys Pistole gelingt es Daffy dennoch das Wunder zu vollbringen, woraufhin ihm aufgetragen wird einen riesigen Haufen Eierkartons zu befüllen. Gesetzeshüter Bugs und seine Kollegen können Daffy schließlich befreien sowie Rocky und seine Gang verhaften, doch muss der Verbrecher aufgrund einer Gesetzeslücke abermals in die Freiheit entlassen werden.
Später entführt Rocky den seltenen Vogel Tweety, um ein Lösegeld zu erpressen. Auf diesen Fall setzt  Bugs den Kater Sylvester an, der den entführten Vogel finden und nach mehreren Anläufen befreien kann. Gangster Rocky wird am Ende doch noch ins Gefängnis gesperrt, zusammen mit seinem Kumpanen Mugsy und dem an sie geketteten Bugs Bunny, der die Schlüssel für die Handschellen verloren hat.

### Akt III: The Oswald Awards
Bugs Bunny, der die für Cartoon-Darsteller ins Leben gerufene Preisverleihung The Oswald Awards leitet, stellt dem Publikum die auserkorenen Kandidaten für den zu gewinnenden Preis der Veranstaltung vor. Nominiert sind der böse Wolf aus Aufforderung zum Tanz, Sylvester & Tweety und er selbst. Es sind zahlreiche Gäste vor Ort, zu denen auch Pepé le Pew, Foghorn Leghorn, Elmer Fudd und Daffy Duck gehören. Letzterer beschwert sich fortlaufend darüber, dass er nicht auch nominiert wurde und als Bugs Bunny den Preis gewinnt, fordert er diesen zu einem Talentwettbewerb auf. Anfangs kann Daffy das Publikum nicht von sich überzeugen und dessen Gunst liegt weiterhin bei Bugs Bunny. Doch als er sich mittels eines ultimativen Tricks selbst in die Luft sprengt, wird ihm tosender Applaus beschieden, woraufhin Bugs den Preis an Daffys Geist überreicht.

### Enthaltene Cartoons
- Ein Hase an König Arthurs Hof (Knighty Knight Bugs, Vorfilm, einziger ungekürzter Cartoon. In der Einleitung wird die Musik der Merrie-Melodies-Reihe gespielt, anstatt die der Looney-Tunes-Reihe und es werden rote statt blaue Ringe verwendet)
- Akt I: Hare Trimmed
- Akt I: Satan’s Waitin’ (kurzer Ausschnitt mit den satanischen Bulldoggen, die im Original Sylvester anbellen)
- Akt I: Das Kampfkarnickel (Roman Legion-Hare, als Teil von Devil’s Feud Cake)
- Akt I: Devil’s Feud Cake (Nutzt dieselbe Prämisse des Cartoons. Die Szenen in der Hölle sind neu animiert, neu eingesprochen und haben einen anderen Dialog. Verwendet wurde auch die Szene als Sam von den Löwen verfolgt von einer Klippe springt und abermals in der Hölle landet, sowie die End-Szene)
- Akt I: Bugs Bunny ist der Größte (Sahara Hare, als Teil von Devil’s Feud Cake)
- Akt I: Wild and Woolly Hare
- Akt II: Die Unaussprechlichen (The Unmentionables)
- Akt II: Ach, du dickes Ei! (Golden Yeggs)
- Akt II: Katerstimmung (Catty Cornered)
- Akt III: Aufforderung zum Tanz (Three Little Bops)
- Akt III: Die Anonymen Vogelfresser (Birds Anonymous)
- Akt III: Im Falle eines Falles (High Diving Hare)
- Akt III: Einmal ein Star sein (Show Biz Bugs)

Zudem werden in der Einleitung des Films kurze Ausschnitte aus Little Red Rodent Hood, Die schnellste Maus von Mexiko (Speedy Gonzales) und Sylvester – Abenteuer in Venedig (A Pizza Tweety-Pie) gezeigt.

## Hintergrund und Synchronisation
Der total verrückte Bugs Bunny Film kam am 20. November 1981 in die US-amerikanischen Kinos. Der Film enthält zwei kurze Realszenen aus alten Filmen und zeigt am Anfang Speedy Gonzales in einem Kurzauftritt. Sämtliche verwendeten Cartoons entstanden unter der Regie von Friz Freleng. Die meisten Stimmen in der englischsprachigen Originalversion wurden von Mel Blanc gesprochen.
Im deutschsprachigen Raum wurde Der total verrückte Bugs Bunny Film erstmals am 26. Dezember 1993 im ZDF gezeigt. Für Dialogbuch und -regie dieser Synchronisation war Eberhard Storeck verantwortlich, der auch die Stimme von Schweinchen Dick sprach. Die Redaktion übernahm Andrea Bette. Als weitere Sprecher sind Gerd Vespermann für Bugs Bunny, Friedrich Schütter für Yosemite Sam, Wolfgang Draeger für Sylvester, Astrid Kollex für Tweety und Andreas von der Meden für Daffy Duck zu hören. Die DVD-Premiere des Films erfolgte am 14. August 2009 mit einer Neusynchronisation, die bereits kurz zuvor auf Super RTL gesendet wurde. In dieser sprechen Sven Plate für Bugs Bunny, Gerald Schaale für Daffy Duck, Tilo Schmitz für Yosemite Sam, Michael Walke für Schweinchen Dick und Bernd Schramm für Sylvester.
| Rolle            | Originalsprecher | Deutscher Sprecher (ZDF-Version) | Deutscher Sprecher (Neusynchronisation) |
| ---------------- | ---------------- | -------------------------------- | --------------------------------------- |
| Bugs Bunny       | Mel Blanc        | Gerd Vespermann                  | Sven Plate                              |
| Yosemite Sam     | Mel Blanc        | Friedrich Schütter               | Tilo Schmitz                            |
| Schweinchen Dick | Mel Blanc        | Eberhard Storeck                 | Michael Walke                           |
| Daffy Duck       | Mel Blanc        | Andreas von der Meden            | Gerald Schaale                          |
| Sylvester        | Mel Blanc        | Wolfgang Draeger                 | Bernd Schramm                           |
| Tweety           | Mel Blanc        | Astrid Kollex                    |                                         |
| Rocky            | Mel Blanc        | Gernot Endemann                  |                                         |
| Granny           | June Foray       | Marianne Kehlau                  |                                         |
| Teufel           | Frank Nelson     |                                  | Klaus Sonnenschein                      |
| Böser Wolf       | Stan Freberg     | Jochen Sehrndt                   | Roland Hemmo                            |

## Kritik
„kurzweilig-amüsanter Einblick in die turbulente Trickfilmkunst berühmter Zeichner […] deren Stil ‚realistischer‘ und auch drastischer als etwa der des Disney-Studios ist.“